# Sassako Bégnini
Sassako Bégnini est une localité du sud est de la Côte d'Ivoire et appartenant au département de Jacqueville, dans la Région des Lagunes. La localité de Sassako Bégnini est un chef-lieu de commune.

## Note et référence
1. ↑  (fr) Décret n° 2005-314 du 6 octobre 2005 portant création de cinq cent vingt (520) communes.